# Michelle Tau
Matokelo Michelle Elizabeth Tau (* 1. April 1997) ist eine lesothische Taekwondoin und Teilnehmerin an Schönheitswettbewerben.

## Leben
Michelle Tau wurde am 1. April 1997 in Lesotho geboren. Sie trat 2017 im Schönheitswettbewerb Face of Beauty International in New Delhi an, nachdem sie als Face of Lesotho gekrönt worden war.
Regelmäßig tritt sie in internationalen Taekwondo-Meisterschaften an. Bei den Afrikaspielen 2019 und 2023 und bei den Afrikameisterschaften 2021 und 2023 konnte sie jeweils Medaillen erringen. Beim Staffelstablauf zu den Commonwealth Games 2022 war sie eine der Staffelstabträgerinnen.
Tau konnte sich für die Olympischen Sommerspiele 2020 nicht qualifizieren. 2024 trat sie bei den Olympischen Sommerspielen in Paris an. Im Wettkampf Fliegengewicht wurde sie von der Bronzemedaillengewinnerin Mobina Nematzadeh (Iran) in der ersten Runde geschlagen.